# 樹木園

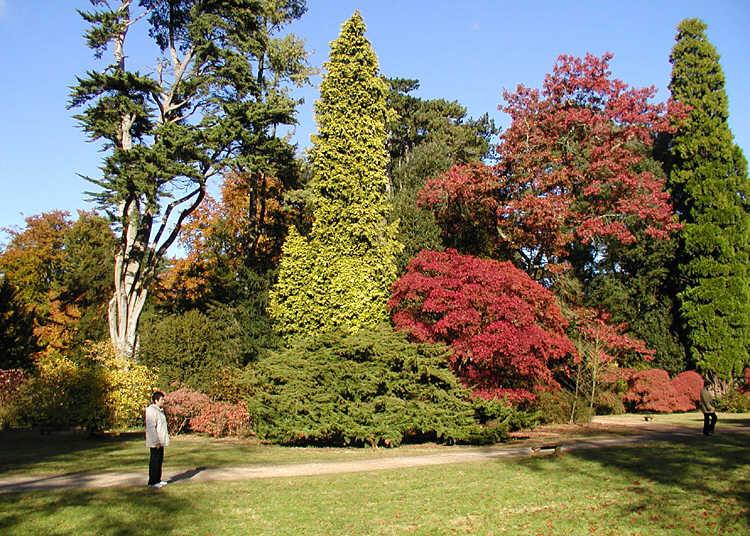
イングランド・グロスタシャーのザ・ナショナル・アーボリータム

樹木園（じゅもくえん、英語: arboretum、複数形 arboreta）とは、狭義では、樹木を収集した園である。関連したものには、fruticetum（ラテン語の低木を意味するfrutexに由来）であり、ブドウ樹を収集したviticetumがある。今日では一般的に、樹木園は、少なくとも科学的研究の分野に向けられた木本植物を生きた状態で収集している植物園である。針葉樹に特化した樹木園は、pinetumとして知られている。他に特定の樹木に特化した樹木園として、ヤナギに特化したsalicetum、ポプラに特化したpopuletum、オークに特化したquercetumがある。

## 樹木園の始まり

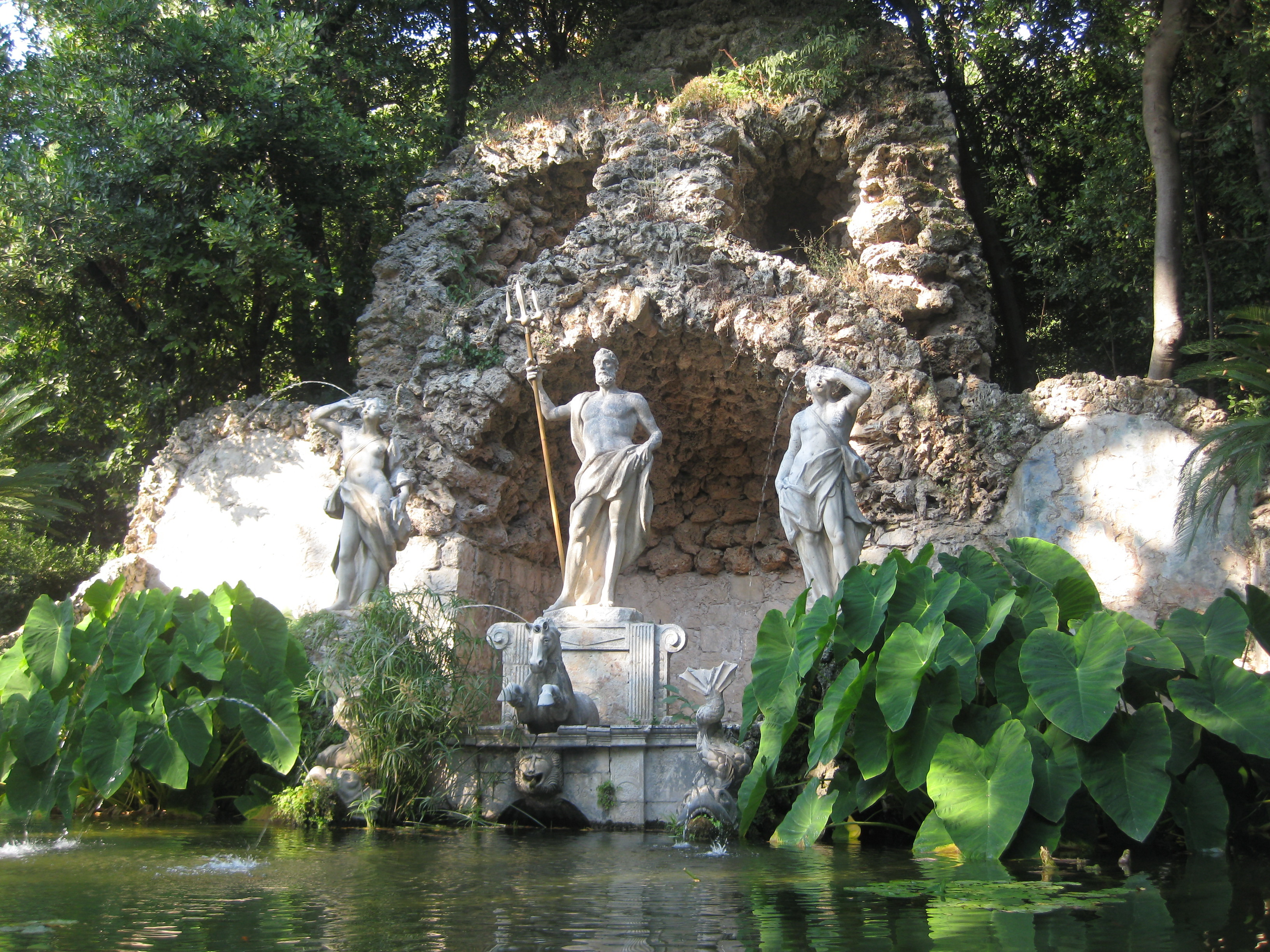
ステノ樹木園のネプチューンの噴水

エジプトのファラオは、スーダンから黒檀、シリアから松や杉の木などのエキゾチックな木々を植え世話をした。ハトシェプスト女王がパントへ遠征したが、その際、31本の乳香の木を持ち帰った。航海の期間は、籠で根を保護した。これが外国の木を移植した初めて記録であった。ハトシェプスト女王が彼女の宮殿であるデル・エル・バハリにて、これらの木を植えていたことが報告されている。
樹木園は多数多様の木や低木（木質植物である）の栽培と展示する場所である。多くの樹木を収集したものは、初期の樹木園であると言われるが、樹木園という用語は、18世紀になって使われるようになった。樹木園は、それらは数種類だけではなく、多種類の様々な植物学的に重要な収集物であることから森林や植林とは異なる。世界のさまざまな部分で18世紀よりずっと古くから多くの樹木の収集が存在するが、おそらく英語圏内の大西洋沿岸で樹木園を初めて提唱した重要な人物は、造園家であり作家であるジョンクラウディウスラウドン（1783 - 1843）である。彼は、多くの園芸の事業を引き受け、庭師の雑誌「Encyclopaedia of Gardening」などを発行した。ラウドンの「Arboretum et Fruiticetum Britannicum,8 vols」（1838）は、おそらく英国の歴史の中で最も重要な作品であり、それには、英国の気候に耐えられるすべての樹木や低木、樹木栽培の国際的な歴史、樹木の文化的、経済的および工業的価値の価値も記されていた。ラウドンは、国立の樹木園の造成と、公園、私有地の庭園、栽培地などで樹木の系統的な収集を促した。ロッディジーズ家のハックニー植物園は、1816年に始まった商業的な養樹場であるが、その後、教育上の利益ため、毎週日曜日には無料で開放された。ロッディジース家の樹木園の図面が1834年版の「The Encyclopaedia of Gardening」に含まれた。ロッディジース家の樹木園で収集した葉は、樹木の標本として、ラウドンの百科事典「Arboretum et Fruticetum Britannicum」のイラストに使用された。また、英国中の他の植物園や公園の図面も本書に含まれた。
初期のヨーロッパの樹木の収集例は、クロアチアのドゥブロヴニク近くにあるステノ樹木園である。創立日は不明であるが、1492年には既に存在していた。樹木園に灌漑するための全長15 mの水路が建設されており、それはまだ現在も使われている。その庭園は地元の著名なグッチ家によって造成された。1990年代に2回の大災害に襲われたが、2本のスズカケノキは健在である。